# 堀江美保
堀江 美保（ほりえ みほ、1967年12月10日 - ）は、日本の元AV女優。

## 略歴・人物
デビュー時期や引退時期などは不明。

## 出演作品

### 単体出演
- お姉さんがしてあげる 15（ONE）
- 近親相姦 第1話 母と息子（ブラックファック）
- 母と息子 11（アブノーマル企画）
- 淫乱熟母3（淫乱熟母）　※母と息子11の再発
- わいせつ淫ら妻2（人妻倶楽部）　※母と息子11の再発
- 熟女 近親相姦 5（OBAN）
- 完熟 ミセスバーチャオナXI（アルファーインターナショナル）　※「裕子」名義
- 熟女挑発遊戯11（アルファインターナショナル）
- エロ舐め THE 2nd（AVS）
- マダム露出 4（クリーク）
- 慣熟の美学（2002年6月14日、婦人）
- 熟女 vs 男優5人（Kersplash）
- 生おふくろ 12（2003年、CAESAR）　※『熟女万華鏡 8』の再編集版
- 人妻誘戯13（キャン･ドゥ）
- 千鬼29（キャン･ドゥ）
- ホーニーワールド17　（キャン･ドゥ、ホーニークラブ）
- 肛門6　（GIGA）
- 快楽レオタードFUCK II　（真陽）
- ときめき熟女12（ルビー）
- 満開熟女12（ルビー）　※「森本たえ子」名義
- 人妻中出し3（御許）　※「南出静香」名義
- 極上和服熟女（アウトビジョン）　※「松永朋美」名義
- 人妻激濡れま※こ1（HONEY）
- 美保、2回も失神った!!（妻恋）※『悶悶! 熟れ妻サロン』の未収録再編集版

### 複数出演
- 人妻ホテトル通信 第七号（1996年、マスカット）
- 噂の有閑マダム7（1996年、ぴあす）　※ときめき熟女と一部重複
- 熟女・ア××・快感（1996年、マスカット）
- 熟女クイーン （1996年、バズーカ）…他出演:小川知美 他
- 絢爛 マダム倶楽部 熟女感激図鑑 （1996年、マスカット））…他出演:真理子、広子　※「美穂」名義、満開熟女と内容重複
- THE・ア○○SEX8 （1996年、クリスタル映像）
- あやしい人妻VI（1997年、バズーカ）…他出演:佳代子、倉田涼子
- ザ・筆おろし1（1997年、クリスタル映像）
- 誰も知らない人妻たちの午後 （1997年、アテナ）
- 29歳の肖像（1997年、ザウルス）…他出演:渋谷まり、北村えりか
- ミセス･アタック（1997年、バビロン）…他出演:岡田亜沙美、亜希、彩子
- 年上美人お姉さま（1998年、ネクストイレブン）…共演:岡田亜沙美
- 昼下がりの乱れ妻たち 序章（1998年、エロチカ）…他出演:細川綾、小林美和
- 悶悶!熟れ妻サロン（1998年、パリス）…他出演:相川かおり、岡田亜沙美 他
- おいしい人妻29才 第三章（1998年、アトラス21）…他出演:上野きみ子、村上美菜子、水城れい
- めちゃ2 奥様がいいカンジィー（1998年、KUKI）…他出演:岡田亜沙美、細川綾、相川かおり
- 人妻SEXフレンド募集ビデオ3 （1999年、エロチカ）…他出演:新田理恵、北村志乃、川島沙織、島崎詠子　※「堀田美紀」名義
- 復活!! マダム倶楽部2 元祖熟女図鑑（1999年、マスカット）…他出演:嶋田愛子、北原志穂、川原理香、岡田亜沙美
- 複数プレイを欲しがるひとの妻 （2001年、ぴあす）
- めくるめく日本の母 淫舞百態 熟女万華鏡8 （2002年2月21日、ファミーホームソフト）他出演:野口由香、青木鈴香
- ご近所の普通のおばさん 111 生おふくろ 12 堀江美保 38歳（2003年5月30日、ファミーホームソフト）
- 熟女物語 卑猥な姿を見て下さい（AVS）…他出演:外山れい子
- パラノイア8（キャン･ドゥ、ホーニークラブ）
- バイブパニック4（桃太郎映像）…他出演:相澤麻紀

### 共演
- 美脚女医の変態ファイル （1997年、エイトマン）…他演:岡田亜沙美、田村麻央
- 主婦肉林 R2　（1997年、バビロン）…他出演:相川かおり、石田真理子、大原彩子、岡田亜沙美、渚ひろみ、柏木亜希、小沢洋子、小杉美雪、高田友子、田村麻央、牧村悦子、湯川礼子
- 主婦肉林 R3　（1998年、バビロン）…他出演:小杉美雪、水沢ミキ、柏木亜希、宮下あかね、藤崎舞、中野秋子、大空沙由里、川村久美、岡田亜沙美、安藤リカ、大塚みほ
- 義母 第三章　（1998年、バビロン）
- 背徳の家族愛　（1998年、メディアミックス）

### 総集編（ビデ倫作品）
- 超豪華マダム倶楽部3 歴代マダム秘蔵未公開スペシャル　（1997年、マスカット）
- 人妻20連発　（1998年、アトラス21）
- マダム倶楽部 完全大図鑑・下　（1998年、マスカット）
- 淫乱熟女抜きたおし　（1998年、リスキー）
- 奥さま達の浮気現場再現ストーリー　（1999年、ぴあす）
- 淫乱熟女15人抜きたおし　（2000年、リスキー）
- 美人妻コレクション　（2000年、マスカット）
- 人妻女尻調教　（2001年、リスキー）
- 熟女ファンがヌイた熟女BEST10　（2001年、リスキー）
- 月刊熟女 豪華版 5　（2002年、リスキー）
- 熟女ファンが選んだ伝説熟女ベスト20　（2002年、リスキー）
- A級カリスマダム伝説 熟女王PARTII　（2002年、宇宙企画）…他出演:川奈まり子、鏡麗子、しのざきさとみ、遠峰朋子、河村恵、梶原まゆ、吉田陽子、弓岡玲子、佐藤亜沙美、渚ひろみ、新田利恵、森中智恵美、西澤麻里、倉田淳子、大石恵美、沢村敦子、田中美紀、徳井唯、飯島麗華、野中雪子、立花優、林原栄子、和田亮子
- 完熟ミセスバーチャオナ大図鑑3　（アルファインターナショナル）
- 熟女挑発遊戯大図鑑3　（アルファインターナショナル）

その他、総集編ビデオ・DVD多数

### 総集編（インディーズDVD作品）
- ルビーヒストリー 満開熟女4　（ルビー）
- 熟女物語Collection（AVS）
- エロ舐めスペシャル（AVS）
- デジフェラ2（2001年9月1日、桃太郎映像）
- 露出狂のマダム達（2003年12月1日、シャトルジャパン）
- ご近所の10人のおばさん 熟女曼荼羅18（2004年4月22日、ファミーホームソフト）
- 熟女AVの金字塔 熟女の生穴・中出し編（北都）　※『人妻中出し』全収録
- お母さんのすべて（北都）　※『熟女 vs 男優5人』部分収録
- 和服美熟女～年収1億2000万円以上稼ぐママ編（北都）　※『極上和服熟女』部分収録
- 久しぶりにチ※ポを堪能する熟女達（無我夢中）　※『慣熟の美学』部分収録
- ひとづま不倫中出し（屋山企画）　※『人妻激濡れま※こ1』全収録
- 近親熟女SPECIAL VOL.3（It thrusts it）　※『熟女 近親相姦 5』部分収録

その他、総集編DVD多数